# Lista de campeões sulistas de duplas da OVW
Esta é uma lista dos lutadores que conquistaram o OVW Southern Tag Team Championship por pelo menos uma oportunidade.

## Reinados
| #   | Dupla                                                                                         | Reinados | Data                    | Dias  | Local                   | Evento                     | Notas |
| --- | --------------------------------------------------------------------------------------------- | -------- | ----------------------- | ----- | ----------------------- | -------------------------- | --- |
| 1   | Nick Dinsmore e Flash Flanagan                                                                | 1        | 1 de agosto de 1997     | 31    | Jeffersonville, Indiana | Gravações da OVW TV        | |
| 2   | David C. e Jason Lee                                                                          | 1        | 1 de setembro de 1997   | 76    | Jeffersonville, Indiana | Gravações da OVW TV        | |
| —   | Vago                                                                                          | —        | 16 de novembro de 1997  | —     | Jeffersonville, Indiana | Gravações da OVW TV        | Vago após uma luta contra Cousin Otter e Jebediah Blackhawk. |
| 3   | David C. e Jason Lee                                                                          | 2        | 23 de novembro de 1997  | 49    | Jeffersonville, Indiana | Gravações da OVW TV        | Derrotaram Jebediah Blackhawk e Cousin Otter em uma revanche. |
| 4   | Doug Basham e Flash Flanagan                                                                  | 1        | 11 de janeiro de 1998   | 15    | Jeffersonville, Indiana | Gravações da OVW TV        | Derrotou Jason Lee e David C, Jebediah Blackhawk e Cousin Otter e The Lords of the Ring. |
| —   | Vago                                                                                          | —        | 26 de janeiro de 1998   | —     | Louisville, Kentucky    | Gravações da OVW TV        | Título vago após luta com Rip Rogers e Trailer Park Trash. |
| 5   | The Lords of the Ring (Rob Conway e Nick Dinsmore)                                            | 1        | 18 de março de 1998     | 46    | Jeffersonville, Indiana | Gravações da OVW TV        | Derrotaram Rip Rogers e Trailer Park Trash na final de um torneio. |
| 6   | Dave The Rave e Rip Rogers                                                                    | 1        | 3 de maio de 1998       | 10    | Jeffersonville, Indiana | Gravações da OVW TV        | |
| 7   | The Lords of the Ring (Rob Conway e Nick Dinsmore)                                            | 2        | 13 de maio de 1998      | 4     | Jeffersonville, Indiana | Gravações da OVW TV        | |
| 8   | Dave the Rave e Rip Rogers                                                                    | 2        | 17 de maio de 1998      | 7     | Jeffersonville, Indiana | Gravações da OVW TV        | Títulos voltaram a Rave e Rogers quando Dinsmore colocou os pés nas cordas para vencer, e o árbitro Robert Brisco permitiu.                                                                             |
| 9   | The Lords of the Ring (Rob Conway e Nick Dinsmore)                                            | 3        | 24 de maio de 1998      | 3     | Jeffersonville, Indiana | Gravações da OVW TV        | |
| —   | Vago                                                                                          | —        | 27 de maio de 1998      | —     | Jeffersonville, Indiana | Gravações da OVW TV        | Títulos foram vagos após luta com Flash Flanagan e Jason Lee acabar sem vencedor. |
| 10  | The Lords of the Ring (Rob Conway e Nick Dinsmore)                                            | 4        | 14 de junho de 1998     | 14    | Jeffersonville, Indiana | Gravações da OVW TV        | Derrotaram Flash Flanagan e Jason Lee na final de um torneio. |
| 11  | Juan Hurtado e Dave the Rave                                                                  | 1        | 28 de junho de 1998     | 3     | Jeffersonville, Indiana | Gravações da OVW TV        | |
| 12  | Jebediah Blackhawk e Cousin Otter                                                             | 1        | 1 de julho de 1998      | 39    | Jeffersonville, Indiana | Gravações da OVW TV        | Ganharam os títulos quando Dave The Rave não apareceu para defendê-los. |
| 13  | Bryan Cash e Juan Hurtado                                                                     | 1        | 9 de agosto de 1998     | 44    | Jeffersonville, Indiana | Gravações da OVW TV        | |
| —   | Vago                                                                                          | —        | 22 de setembro de 1998  | —     | Jeffersonville, Indiana | Gravações da OVW TV        | Títulos vagos após lesão de Brayn Cash. |
| 14  | The Lords of the Ring (Rob Conway e Nick Dinsmore)                                            | 5        | 27 de setembro de 1998  | 28    | Jeffersonville, Indiana | Gravações da OVW TV        | Derrotaram Jason Lee e Rod Steel na final de um torneio. |
| 15  | The Andretti Express (Guido e Vito Andretti)                                                  | 1        | 25 de outubro de 1998   | 30    | Jeffersonville, Indiana | Gravações da OVW TV        | |
| 16  | The Lords of the Ring (Rob Conway e Nick Dinsmore)                                            | 6        | 24 de novembro de 1998  | 14    | Jeffersonville, Indiana | Gravações da OVW TV        | |
| —   | Vago                                                                                          | —        | 8 de dezembro de 1998   | —     | Louisville, Kentucky    | Gravações da OVW TV        | Títulos vagos após luta com Matt Bloom e Bull Pain. |
| 17  | Damaja e David C.                                                                             | 1        | 16 de janeiro de 1999   | 11    | Jeffersonville, Indiana | Gravações da OVW TV        | Ganharam os títulos após Nick Dinsmore não aparecer e Rob Conway perder por contagem. |
| 18  | The Lords of the Ring (Rob Conway e Nick Dinsmore)                                            | 7        | 27 de janeiro de 1999   | 6     | Jeffersonville, Indiana | Gravações da OVW TV        | Ganharam os títulos mascarados, como Borkcin Brothers, tirando-as após a luta. |
| 19  | Damaja e David C.                                                                             | 2        | 2 de fevereiro de 1999  | 5     | Louisville, Kentucky    | Gravações da OVW TV        | |
| 20  | Jebediah Blackhawk e Cousin Otter                                                             | 2        | 7 de fevereiro de 1999  | 51    | Jeffersonville, Indiana | Gravações da OVW TV        | |
| 21  | Flash Flanagan and Trailer Park Trash                                                         | 1        | 30 de março de 1999     | 112   | Louisville, Kentucky    | Gravações da OVW TV        | |
| 22  | The Suicide Blondes (Jason Lee and Rip Rogers)                                                | 1        | 20 de julho de 1999     | 148   | Louisville, Kentucky    | Gravações da OVW TV        | |
| 23  | Jebediah Blackhawk and Trailer Park Trash                                                     | 1        | 15 de dezembro de 1999  | 48    | Jeffersonville, Indiana | Gravações da OVW TV        | |
| 24  | Bolin Services (Mr. Black and Bull Buchanan)                                                  | 1        | 1 de fevereiro de 2000  | 43    | Louisville, Kentucky    | Gravações da OVW TV        | |
| 25  | The Paynethrillers (B.J. Payne and Scotty Sabre)                                              | 1        | 15 de março de 2000     | 14    | Louisville, Kentucky    | Gravações da OVW TV        | |
| 26  | The Suicide Blondes (Derrick King and Jason Lee)                                              | 1        | 29 de março de 2000     | 6     | Jeffersonville, Indiana | Gravações da OVW TV        | |
| 27  | The Paynethrillers                                                                            | 2        | 4 de abril de 2000      | 80    | Jeffersonville, Indiana | Gravações da OVW TV        | |
| 28  | The Disciples of Synn (Damian and Slash)                                                      | 1        | 23 de junho de 2000     | 26    | Louisville, Kentucky    | Gravações da OVW TV        | |
| 29  | The Paynethrillers                                                                            | 3        | 19 de julho de 2000     | 16    | Jeffersonville, Indiana | Gravações da OVW TV        | |
| 30  | Steve Armstrong and Tracy Smothers                                                            | 1        | 21 de julho de 2000     | 14    | Knoxville, Tennessee    | Gravações da OVW TV        | |
| 31  | The Disciples of Synn (Damian and Slash)                                                      | 2        | 4 de agosto de 2000     | 74    | Louisville, Kentucky    | Gravações da OVW TV        | |
| 32  | Flash Flanagan and B.J. Payne                                                                 | 1        | 17 de outubro de 2000   | 78    | Louisville, Kentucky    | Gravações da OVW TV        | |
| 33  | The Disciples of Synn (Damian and B.J. Payne)                                                 | 1        | 3 de janeiro de 2001    | 41    | Jeffersonville, Indiana | Gravações da OVW TV        | B.J. Payne derrotou Flanagan em uma luta individual pelos títulos, então escolheu Damian como parceiro.                                                                                                 |
| 34  | The Minnesota Stretching Crew (Shelton Benjamin and Brock Lesnar)                             | 1        | 14 de fevereiro de 2001 | 67    | Jeffersonville, Indiana | Gravações da OVW TV        | |
| 35  | The Disciples of Synn (Damian and B.J. Payne)                                                 | 2        | 22 de abril de 2001     | 24    | Louisville, Kentucky    | Gravações da OVW TV        | |
| 36  | The Minnesota Stretching Crew                                                                 | 2        | 16 de maio de 2001      | 59    | Louisville, Kentucky    | Gravações da OVW TV        | |
| —   | Vago                                                                                          | —        | 14 de julho de 2001     | —     | Louisville, Kentucky    | Gravações da OVW TV        | Títulos vagos quando Shelton Benjamin se lesionou. |
| 37  | Bolin Services (Rico Constantino and The Prototype)                                           | 1        | 15 de agosto de 2001    | 75    | Jeffersonville, Indiana | Gravações da OVW TV        | Derrotaram The Disciples of Synn na final de um torneio. |
| 38  | The Minnesota Stretching Crew                                                                 | 3        | 29 de outubro de 2001   | 9     | Louisville, Kentucky    | Gravações da OVW TV        | |
| 39  | The Suicide Blondes (Derrick King e Jason Lee)                                                | 2        | 7 de novembro de 2001   | 35    | Louisville, Kentucky    | Gravações da OVW TV        | |
| 40  | The Lords of the Ring (Rob Conway e Nick Dinsmore)                                            | 8        | 12 de dezembro de 2001  | 56    | Jeffersonville, Indiana | Gravações da OVW TV        | |
| 41  | Doug Basham e Damaja Basham                                                                   | 1        | 6 de fevereiro de 2002  | 100   | Jeffersonville, Indiana | Gravações da OVW TV        | |
| 42  | The Lords of the Ring (Rob Conway e Nick Dinsmore)                                            | 9        | 17 de maio de 2002      | 14    | Louisville, Kentucky    | Gravações da OVW TV        | |
| 43  | Flash Flanagan e Trailer Park Trash                                                           | 2        | 31 de maio de 2002      | 14    | Louisville, Kentucky    | Gravações da OVW TV        | |
| 44  | The Lords of the Ring (Rob Conway e Nick Dinsmore)                                            | 10       | 14 de junho de 2002     | 14    | Louisville, Kentucky    | Gravações da OVW TV        | |
| 45  | Flash Flanagan e Trailer Park Trash                                                           | 3        | 28 de junho de 2002     | 19    | Louisville, Kentucky    | Gravações da OVW TV        | |
| 46  | The Dogg Pound (Shelton Benjamin (4) e Redd Dogg)                                             | 1        | 17 de julho de 2002     | 175   | Jeffersonville, Indiana | Gravações da OVW TV        | |
| —   | Vago                                                                                          | —        | 8 de janeiro de 2003    | —     | Louisville, Kentucky    | Gravações da OVW TV        | Títulos vagos quando Benjamin e Dogg foram contratados pela WWE. |
| 47  | The Disciples of Synn (Travis Bane e Seven)                                                   | 1        | 5 de março de 2003      | 36    | Louisville, Kentucky    | Gravações da OVW TV        | Derrotaram Bolin Services (Lance Cade e René Duprée) na final d eum torneio. |
| 48  | The A.P.A. (Bradshaw e Ron Simmons)                                                           | 1        | 10 de abril de 2003     | 50    | Lafayette, Indiana      | Evento ao vivo             | |
| —   | Vago                                                                                          | —        | 8 de maio de 2003       | —     | Louisville, Kentucky    | Gravações da OVW TV        | Títulos vagos quando Bradshaw e Simmons foram recontratados pela WWE. |
| 49  | Adrenaline (Chris Cage e Tank Toland)                                                         | 1        | 27 de junho de 2003     | 105   | Louisville, Kentucky    | Gravações da OVW TV        | Derrotaram Bolin Services (Lance Cade e Mark Jindrak) na final de um torneio. |
| 50  | The Jersey Shore Crew (Nova e Aaron Stevens                                                   | 1        | 10 de outubro de 2003   | 146   | Louisville, Kentucky    | WWE Raw House Show         | Derroaram Adrenaline em um evento ao vivo do WWE Raw. |
| 51  | Adrenaline (Chris Cage e Tank Toland)                                                         | 2        | 4 de março de 2004      | 27    | Louisville, Kentucky    | Gravações da OVW TV        | |
| 52  | Brent Albright e Chris Masters                                                                | 1        | 31 de março de 2004     | 91    | Louisville, Kentucky    | Gravações da OVW TV        | |
| 53  | Mac Johnson e Seth Skyfire                                                                    | 1        | 30 de junho de 2004     | 70    | Louisville, Kentucky    | Gravações da OVW TV        | |
| 54  | Adrenaline (Chris Cage e Tank Toland)                                                         | 3        | 8 de setembro de 2004   | 0     | Louisville, Kentucky    | Gravações da OVW TV        | |
| —   | Vago                                                                                          | —        | 8 de setembro de 2004   | —     | Louisville, Kentucky    | Gravações da OVW TV        | Títulos vago após um final controverso em uma luta em 8 de setembro entre Adrenaline, Mac Johnson e Seth Skyfire.                                                                                       |
| 55  | Mac Johnson e Seth Skyfire                                                                    | 2        | 29 de setembro de 2004  | 46    | Louisville, Kentucky    | Gravações da OVW TV        | Derrotou Adrenaline em uma revanche. |
| 56  | MNM (Joey Matthews e Johnny Nitro)                                                            | 1        | 14 de novembro de 2004  | 66    | Louisville, Kentucky    | Gravações da OVW TV        | |
| 57  | The Thrillseekers (Matt Cappotelli e Johnny Jeter)                                            | 1        | 19 de janeiro de 2005   | 83    | Louisville, Kentucky    | Gravações da OVW TV        | |
| 58  | The Blonde Bombers (Chad e Tank Toland)                                                       | 1        | 12 de abril de 2005     | 183   | Louisville, Kentucky    | Gravações da OVW TV        | |
| 59  | Seth Skyfire e Chet "The Jett" Jablonski                                                      | 1        | 12 de outubro de 2005   | 119   | Louisville, Kentucky    | Gravações da OVW TV        | |
| 60  | Bolin Services (Chris Cage e The Miz)                                                         | 1        | 8 de fevereiro de 2006  | 39    | Louisville, Kentucky    | Gravações da OVW TV        | |
| 61  | The Untouchables (Deuce e Domino)                                                             | 1        | 19 de março de 2006     | 17    | Louisville, Kentucky    | Gravações da OVW TV        | Deuce derrotou The Miz em uma luta individual. Ganhou os títulos após Cage ser demitido da WWE. |
| 62  | Kasey James e Roadkill                                                                        | 1        | 5 de abril de 2006      | 52    | Louisville, Kentucky    | Gravações da OVW TV        | Derrotaram The Untouchables e Spirit Squad (Mikey & Kenny). O World Tag Team Championship também estava sendo disputado, mas apenas o OVW Tag Team Championship trocou de mãos.                         |
| 63  | The Gang Stars (Shad Gaspard e The Neighborhoodie)                                            | 1        | 27 de maio de 2006      | 62    | Louisville, Kentucky    | Gravações da OVW TV        | |
| 64  | CM Punk e Seth Skyfire                                                                        | 1        | 28 de julho de 2006     | 5     | Louisville, Kentucky    | Gravações da OVW TV        | |
| 65  | The Untouchables                                                                              | 2        | 2 de agosto de 2006     | 77    | Louisville, Kentucky    | Gravações da OVW TV        | |
| 66  | Cody Runnels e Shawn Spears                                                                   | 1        | 18 de outubro de 2006   | 49    | Louisville, Kentucky    | Gravações da OVW TV        | |
| —   | Vago                                                                                          | —        | 6 de dezembro de 2006   | —     | Louisville, Kentucky    | Gravações da OVW TV        | Vago após uma luta com The Untouchables acabar em empate. |
| 67  | The Untouchables                                                                              | 3        | 6 de dezembro de 2006   | 7     | Louisville, Kentucky    | Gravações da OVW TV        | Derrotaram Cody Runnels e Shawn Spears em uma revanche. |
| 68  | Cody Runnels e Shawn Spears                                                                   | 2        | 13 de dezembro de 2006  | 119   | Louisville, Kentucky    | Gravações da OVW TV        | |
| 69  | Bolin Services (Charles Evans e Justin LaRouche)                                              | 1        | 11 de abril de 2007     | 65    | Louisville, Kentucky    | Gravações da OVW TV        | |
| 70  | The Major Brothers (Brett e Brian Major)                                                      | 1        | 15 de junho de 2007     | 14    | Louisville, Kentucky    | Gravações da OVW TV        | Derroatarm Evans, LaRouche & Dr. Tomas em uma luta 3-contra-2. |
| 71  | The James Boys (K.C. e Kassidy James)                                                         | 1        | 29 de junho de 2007     | 22    | Louisville, Kentucky    | Gravações da OVW TV        | |
| 72  | Cryme Tyme (Shad Gaspard e JTG)                                                               | 2        | 21 de julho de 2007     | 1     | Owensboro, Kentucky     | Evento ao vivo             | |
| 73  | The James Boys                                                                                | 2        | 22 de julho de 2007     | 10    | Louisville, Kentucky    | Evento ao vivo             | |
| 74  | T.J. Dalton e Jamin Olivencia                                                                 | 1        | 1 de agosto de 2007     | 23    | Louisville, Kentucky    | Gravações da OVW TV        | |
| 75  | The James Boys                                                                                | 3        | 24 de agosto de 2007    | 12    | Louisville, Kentucky    | Gravações da OVW TV        | Derrotaram Jamin Olivencia e Chris Cage substituindo J.T. Dalton. |
| 76  | Terminal Velocity (Chet "The Jett" Jablonski e Steve Lewington)                               | 1        | 5 de setembro de 2007   | 21    | Louisville, Kentucky    | Gravações da OVW TV        | |
| 77  | The James Boys                                                                                | 4        | 26 de setembro de 2007  | 10    | Louisville, Kentucky    | Gravações da OVW TV        | |
| —   | Vago                                                                                          | —        | 6 de outubro de 2007    | —     | Louisville, Kentucky    | Gravações da OVW TV        | Títulos retirados após a luta, The James Boys atacaram Terminal Velocity. |
| 78  | Colt Cabana e Shawn Spears                                                                    | 1        | 7 de novembro de 2007   | 42    | Louisville, Kentucky    | Gravações da OVW TV        | Derrotaram Paul Burchill e Stu Sanders na final de um torneio. |
| 79  | Colt Cabana                                                                                   | 2        | 19 de dezembro de 2007  | 14    | Louisville, Kentucky    | Gravações da OVW TV        | Colt Cabana derrotou Shawn Spears em uma luta de escadas pelo controle dos títulos. |
| 80  | Colt Cabana and Charles Evans                                                                 | 1        | 2 de janeiro de 2008    | 0     | Louisville, Kentucky    | Gravações da OVW TV        | Cabana escolheu Charles Evans como parceiro. |
| 81  | Paul Burchill e Stu Sanders                                                                   | 1        | 2 de janeiro de 2008    | 56    | Louisville, Kentucky    | Gravações da OVW TV        | |
| 82  | Los Locos (Ramón e Raúl)                                                                      | 1        | 27 de fevereiro de 2008 | 77    | Louisville, Kentucky    | Gravações da OVW TV        | Derrotou Paul Burchill e Stu Sanders, The Insurgency (Ali e Omar Akbar) e The Mobile Homers (Ted McNaler e Adam Revolver).                                                                              |
| 83  | The Insurgency (Ali e Omar Akbar)                                                             | 1        | 14 de maio de 2008      | 14    | Louisville, Kentucky    | Gravações da OVW TV        | |
| 84  | The Men of Iron (Rob Conway e Pat Buck)                                                       | 1        | 28 de maio de 2008      | 70    | Louisville, Kentucky    | Gravações da OVW TV        | |
| 85  | Darriel Kelly e Josh Lowry                                                                    | 1        | 6 de agosto de 2008     | 35    | Louisville, Kentucky    | Gravações da OVW TV        | |
| 86  | APOC and Vaughn Lilas                                                                         | 1        | 10 de setembro de 2008  | 49    | Louisville, Kentucky    | Gravações da OVW TV        | |
| 87  | Scott Cardinal e Dirty Money                                                                  | 1        | 29 de outubro de 2008   | 42    | Louisville, Kentucky    | Gravações da OVW TV        | |
| 88  | Totally Awesome (Sucio e Kamikaze Kid)                                                        | 1        | 10 de dezembro de 2008  | 49    | Louisville, Kentucky    | Gravações da OVW TV        | |
| 89  | Scott Cardinal e Dirty Money                                                                  | 2        | 28 de janeiro de 2009   | 35    | Louisville, Kentucky    | Gravações da OVW TV        | |
| 90  | Totally Awesome (Sucio e Kamikaze Kid)                                                        | 2        | 4 de março de 2009      | 28    | Louisville, Kentucky    | Gravações da OVW TV        | |
| 91  | Igotta Brewski e Fang                                                                         | 1        | 1 de abril de 2009      | 21    | Louisville, Kentucky    | Gravações da OVW TV        | |
| 92  | Top Shelf Talent (JD Maverick e Pat Buck)                                                     | 1        | 22 de abril de 2009     | 49    | Louisville, Kentucky    | Gravações da OVW TV        | |
| 93  | Totally Awesome (Sucio e Kamikaze Kid)                                                        | 3        | 10 de junho de 2009     | 7     | Louisville, Kentucky    | Gravações da OVW TV        | |
| 94  | The Network (Benny the Producer e Andrew the Director)                                        | 1        | 17 de junho de 2009     | 102   | Louisville, Kentucky    | Gravações da OVW TV        | |
| 95  | Big Men on Campus (Moose e Tilo)                                                              | 1        | 27 de setembro de 2009  | 45    | Louisville, Kentucky    | OVW Fall Brawl             | Derrotaram The Network em uma luta Gauntlet que também envolveu Kamikaze Kid e DC, e Hog Wild e Kevin Hundley.                                                                                          |
| 96  | Mike Mondo e Turcan Celik                                                                     | 1        | 11 de novembro de 2009  | 7     | Louisville, Kentucky    | Gravações da OVW TV        | |
| 97  | The Network (Benny the Producer e Andrew the Director)                                        | 2        | 18 de novembro de 2009  | 84    | Louisville, Kentucky    | Gravações da OVW TV        | Derrotaram Turcan Celik e Mike Mondo, Big Men on Campus e Mobile Homers. |
| 98  | Benjamin Bray                                                                                 | 2        | 10 de fevereiro de 2010 | 7     | Louisville, Kentucky    | Gravações da OVW TV        | Benjamin Bray derrotou Andrew Lacroix para manter controle total dos títulos. |
| 99  | Benjamin Bray e Andrew LaCroix (antes The Network) (Benny the Producer e Andrew the Director) | 3        | 17 de fevereiro de 2010 | 35    | Louisville, Kentucky    | Gravações da OVW TV        | Benjamin escolheu Andrew como parceiro. |
| 100 | The Elite (Ted McNaler e Adam Revolver)                                                       | 1        | 24 de março de 2010     | 157   | Louisville, Kentucky    | OVW Riot Act               | |
| 101 | Fighting Spirit (Christopher Silvio e Raphael Constantine)                                    | 1        | 28 de agosto de 2010    | 103   | Louisville, Kentucky    | OVW Summer Scorcher        | |
| 102 | The Elite (Ted McNaler e Adam Revolver)                                                       | 2        | 9 de dezembro de 2010   | 30    | Louisville, Kentucky    | Gravações da Ring of Honor | |
| 103 | Ryan Nemeth e Christopher Silvio                                                              | 1        | 8 de janeiro de 2011    | 25    | Louisville, Kentucky    | Gravações da OVW TV        | |
| —   | Vago                                                                                          | —        | 2 de fevereiro de 2011  | —     | Louisville, Kentucky    | Gravações da OVW TV        | Vago quando Ryan Nemeth foi atacado por Fighting Spirit. |
| 104 | Ryan Nemeth e Paredyse                                                                        | 1        | 5 de fevereiro de 2011  | 28    | Louisville, Kentucky    | OVW Saturday Night Special | Derrotou Fighting Spirit em uma luta de eliminação. |
| 105 | Fighting Spirit (Christopher Silvio e Raphael Constantine)                                    | 2        | 5 de março de 2011      | 28    | Louisville, Kentucky    | OVW Saturday Night Special | |
| 106 | The Elite (Ted McNaler e Adam Revolver)                                                       | 3        | 2 de abril de 2011      | 74    | Louisville, Kentucky    | OVW Saturday Night Special | |
| 107 | The Fat and The Furious (Trailer Park Trash e Mr. Black)                                      | 1        | 15 de junho de 2011     | 52    | Louisville, Kentucky    | Gravações da OVW TV        | |
| 108 | Bolin Services 2.0 (James Thomas & Rocco Bellagio)                                            | 1        | 6 de agosto de 2011     | 18    | Louisville, Kentucky    | OVW Saturday Night Special | |
| 109 | The Fat and The Furious (Trailer Park Trash e Mr. Black)                                      | 2        | 24 de agosto de 2011    | 10    | Louisville, Kentucky    | Gravações da OVW TV        | Derrotaram James Thomas & Raúl LaMotta. Chris Bolin trocou Lamotta por Bellagio. |
| 110 | The Elite (Ted McNaler e Adam Revolver)                                                       | 4        | 3 de setembro de 2011   | 91    | Louisville, Kentucky    | OVW Saturday Night Special | Derrotaram The Fat and The Furious & James Thomas & Rocco Bellagio. |
| 111 | OMG (Johnny Spade e Shiloh Jonze)                                                             | 1        | 3 de dezembro de 2011   | 39    | Louisville, Kentucky    | OVW Saturday Night Special | Derrotaram The Elite e James Onno & Tony Gunn. |
| 112 | The Mascagni Family (Jessie Godderz e Marcus Anthony)                                         | 1        | 11 de janeiro de 2012   | 7     | Louisville, Kentucky    | Gravações da OVW TV        | [ 2 ] |
| 112 | OMG (Johnny Spade e Shiloh Jonze)                                                             | 2        | 18 de janeiro de 2012   | 35    | Louisville, Kentucky    | Gravações da OVW TV        | [ 3 ] |
| 113 | The Family (Jessie Godderz (2), Rob Terry e Rudy Switchblade)                                 | 1        | 22 de fevereiro de 2012 | 45    | Louisville, Kentucky    | Gravações da OVW TV        | Godderz, Terry e Rudy Switchblade derrotaram Jonze e Jason Wayne (substituindo Spade) em uma luta 3-contra-2 para ganhar os títulos. Os três são reconhecidos como campeões pela "Regra da The Family". |
| 114 | Los Locos (Anarquia e Raul LaMotta)                                                           | 2        | 7 de abril de 2012      | 4     | Louisville, Kentucky    | OVW Saturday Night Special | Derrotaram Jessie Godderz e Rudy Switchblade para ganhar os títulos. |
| 115 | The Family (Jessie Godderz (3) e Rudy Switchblade (2))                                        | 2        | 11 de abril de 2012     | 52    | Louisville, Kentucky    | Gravações da OVW TV        | Godderz e Switchblade derrotaram Raul LaMotta em uma luta 2-contra-1. |
| 116 | Loco-MG (Shiloh Jonze (3) e Raul LaMotta (3))                                                 | 1        | 2 de junho de 2012      | 4     | Louisville, Kentucky    | OVW Saturday Night Special | [ 7 ] |
| 117 | The Family (Jessie Godderz (4) e Rudy Switchblade (3))                                        | 3        | 6 de junho de 2012      | 4670+ | Louisville, Kentucky    | Gravações da OVW TV        | [ 8 ] |

## Lista de reinados combinados
Em 20 de março de 2025.
| Símbolo | Significado               |
| ------- | ------------------------- |
| †       | Indica os atuais campeões |

### Por dupla
| Posição | Dupla                                                          | # de reinados | Dias combinados |
| ------- | -------------------------------------------------------------- | ------------- | --------------- |
| 1.      | The Elite (Ted McNaler e Adam Revolver)                        | 4             | 352             |
| 2.      | The Network (Andrew LaCroix e Benjamin Bray)                   | 3             | 224             |
| 3.      | The Lords of the Ring (Rob Conway e Nick Dinsmore)             | 10            | 199             |
| 4.      | The Blonde Bombers (Chad e Tank Toland)                        | 1             | 183             |
| 5.      | Cody Runnels e Shawn Spears                                    | 2             | 168             |
| 6.      | The Suicide Blondes (Jason Lee e Rip Rogers)                   | 1             | 148             |
| 7.      | Nova e Aaron Stevens                                           | 1             | 146             |
| 8.      | Flash Flanagan e Trailer Park Trash                            | 3             | 145             |
| 9.      | The Minnesota Stretching Crew (Shelton Benjamin eBrock Lesnar) | 3             | 135             |
| 10.     | Adrenaline (Chris Cage e Tank Toland)                          | 3             | 133             |
| 11.     | Fighting Spirit (Christopher Silvio e Raphael Constantine)     | 2             | 131             |
| 12.     | Seth Skyfire e Chet "The Jett" Jablonski                       | 1             | 119             |
| 13.     | Mac Johnson e Seth Skyfire                                     | 2             | 116             |
| 14.     | The Paynethrillers (B.J. Payne e Scotty Sabre)                 | 3             | 110             |
| 15.     | The Untouchables (Deuce e Domino)                              | 3             | 101             |
| 16.     | The Disciples of Synn (Damian e Slash)                         | 2             | 100             |
| 17.     | Doug Basham e Damaja Basham                                    | 1             | 100             |
| 18.     | The Family (Jessie Godderz e Rudy Switchblade)†                | 3             | 4767+           |

### Por lutador
| Posição | Lutador                            | # de reinados | Dias combinados |
| ------- | ---------------------------------- | ------------- | --------------- |
| 1.      | Adam Revolver                      | 4             | 352             |
| 1.      | Ted McNaler                        | 4             | 352             |
| 2.      | Tank Toland                        | 4             | 316             |
| 3.      | Shelton Benjamin                   | 4             | 310             |
| 4.      | Rob Conway                         | 11            | 269             |
| 5.      | Trailer Park Trash                 | 6             | 255             |
| 6.      | B.J. Payne                         | 6             | 253             |
| 7.      | Sucio/Christopher Silvio           | 6             | 241             |
| 8.      | Seth Skyfire                       | 4             | 240             |
| 9.      | Jason Lee                          | 4             | 238             |
| 10.     | Flash Flanagan                     | 5             | 237             |
| 11.     | Benny the Producer/Benjamin Bray   | 4             | 231             |
| 12.     | Andrew the Director/Andrew LaCroix | 3             | 224             |
| 13.     | Shawn Spears                       | 3             | 210             |
| 14.     | Nick Dinsmore                      | 10            | 199             |
| 15.     | Chad Toland                        | 1             | 183             |
| 16.     | Redd Dogg                          | 1             | 175             |
| 17.     | Chris Cage                         | 4             | 172             |
| 18.     | Cody Runnels                       | 2             | 168             |
| 19.     | Rip Rogers                         | 3             | 165             |
| 19.     | Damian                             | 4             | 165             |
| 20.     | Fang/Raphael Constantine           | 3             | 152             |
| 21.     | Aaron Stevens                      | 1             | 146             |
| 21.     | Nova                               | 1             | 146             |
| 22.     | Chet Jablonski                     | 2             | 140             |
| 23.     | Jebediah Blackhawk                 | 3             | 138             |
| 24.     | Brock Lesnar                       | 3             | 135             |
| 25.     | Pat Buck                           | 2             | 126             |
| 26.     | Damaja                             | 3             | 116             |
| 26.     | Mac Johnson                        | 2             | 116             |
| 27.     | Kamikaze Kid/Paredyse              | 4             | 115             |
| 28.     | Doug Basham                        | 2             | 114             |
| 29.     | Scotty Sabre                       | 3             | 110             |
| 31.     | K.C. James                         | 5             | 106             |
| 32.     | Jessie Godderz†                    | 4             | 4774+           |
| 33.     | Mr. Black                          | 3             | 105             |
| 34.     | Deuce                              | 3             | 101             |
| 34.     | Domino                             | 3             | 101             |
| 35.     | Slash                              | 2             | 100             |
| 36.     | Rudy Switchblade†                  | 3             | 4767+           |
| 37.     | Raul LaMotta                       | 3             | 85              |
| 38.     | Shiloh Jonze                       | 3             | 78              |